# Partido Socialista de la Región de Murcia
El Partido Socialista de la Región de Murcia, conocido por las siglas PSRM-PSOE, es la federación regional que el Partido Socialista Obrero Español (PSOE) tiene en la Región de Murcia (España). El máximo representante del Partido Socialista en la Región de Murcia es su secretario general, José Vélez Fernández, elegido como tal durante el XVI Congreso Regional del PSRM-PSOE.
Su organización juvenil son las Juventudes Socialistas de la Región de Murcia (JSRM).

## Líderes del PSRM-PSOE
|     | Secretario general     | Periodo         |
| --- | ---------------------- | --------------- |
| 1.  | Andrés Hernández Ros   | 1978-1984       |
| 2.  | Enrique Amat           | 1984-1988       |
| 3   | Carlos Collado         | 1988-1991       |
| 4.  | Juan Manuel Cañizares  | 1991-1996       |
| 5.  | María Antonia Martínez | 1996-2000       |
| 6.  | Ramón Ortiz            | 2000-2003       |
| 7.  | Francisco Abellán      | 2003-2004       |
| 8.  | Pedro Saura            | 2004-2012       |
| 9.  | Rafael González Tovar  | 2012-2017       |
| 10. | Diego Conesa           | 2017-2021       |
| 11. | José Vélez             | 2021-2025       |
| 12. | Francisco Lucas Ayala  | 2025-actualidad |

## Presidencia de la Comunidad Autónoma
El Partido Socialista de la Región de Murcia fue entre los años 1979 y 1995 el partido político que gobernó la Comunidad Autónoma de la Región de Murcia. Durante los dieciséis años de gobierno, tres personas ocuparon la presidencia de la Región de Murcia:
1. Andrés Hernández Ros (1979-1984)
2. Carlos Collado Mena (1984-1993)
3. María Antonia Martínez García (1984-1984; interina) (1993-1995)

Con la salida del gobierno en 1995, comenzaron las mayorías absolutas del Partido Popular en la Región de Murcia, gobernando hasta la actualidad en la persona de Fernando López Miras. A pesar de ganar las elecciones autonómicas de 2019, el PSRM no contó con mayoría absoluta. En la actualidad, el Gobierno regional está compuesto por una coalición minoritaria de gobierno PP-Ciudadanos, que requiere el apoyo del partido ultraconservador Vox.

## Ámbito municipal
En la actualidad, desde las últimas elecciones municipales en 2019, el Partido Socialista preside o gobierna en la mayoría (53,3%) de los municipios de la Región. De un total de 45, el PSRM-PSOE gobierna en 23 de ellos y forma parte de dos gobiernos municipales sin ostentar la alcaldía (Torre Pacheco y Fortuna). En las elecciones municipales de 2019, el PSRM quedó en segunda posición (216.146 - 32,81%) por poco más de 2800 votos de diferencia con el PP (218.468 - 33,16%). Sin embargo, el PSRM dio un vuelco muy importante al mapa regional, consiguiendo 64 concejales más, al ser el ganador absoluto en ediles (324 vs. 284 del PP) y partido más votado en 29 municipios (64,4%), cosechando 12 municipios con mayoría absoluta y 17 municipios con mayoría relativa.

### Alcaldías
- Abarán: Jesús Gómez Montiel | Gobierno de coalición (PSOE–UYD–IU) sin alcaldía rotatoria
- Águilas: María del Carmen Moreno | Mayoría absoluta
- Alhama de Murcia: Mariola Guevara Cava | Mayoría absoluta
- Beniel: María del Carmen Morales | Mayoría absoluta
- Blanca: Pedro Luis Molina | Gobierno de coalición (PSOE–BLP) sin alcaldía rotatoria
- Bullas: María Dolores Muñoz | Mayoría absoluta
- Calasparra: Teresa García | Mayoría absoluta
- Campos del Río: María Josefa Pérez | Mayoría absoluta
- Cieza: Pascual Lucas | Gobierno de coalición (PSOE–IU) sin alcaldía rotatoria
- Jumilla: Juana Guardiola | Mayoría absoluta
- Las Torres de Cotillas: Joaquín Vela | Gobierno de coalición (PSOE–Ciudadanos) sin alcaldía rotatoria
- Lorquí: Joaquín Hernández Gomariz | Mayoría absoluta
- Los Alcázares: Mario Cervera | Mayoría absoluta
- Mazarrón: Gaspar Miras | Gobierno de coalición (PSOE–UIDM) sin alcaldía rotatoria
- Molina de Segura: Esther Clavero | Gobierno de coalición (PSOE–Podemos-Equo) sin alcaldía rotatoria
- Moratalla: Jesús Amo | En minoría
- Mula: Juan Jesús Moreno | Mayoría absoluta
- Murcia: José Antonio Serrano Martínez | Gobierno de coalición (PSOE- Ciudadanos) en minoría con el apoyo de Podemos-Equo
- Santomera: Inmaculada Sánchez Roca | En minoría
- La Unión: Pedro López Millán | Mayoría absoluta
- Lorca: Diego José Mateos | Gobierno de coalición (PSOE–IU–Ciudadanos) sin alcaldía rotatoria.
- Villanueva del Río Segura: Jesús Viciana | Mayoría absoluta

### Vicealcaldías
- Totana: Maria Isabel Molino | Acuerdo de Gobierno (Ganar Totana-IU–PSOE) con alcaldía rotatoria a los dos años.  Es alcalde Pedro José Sánchez Pérez, de IU.
- Torre Pacheco: Carlos López | Gobierno de coalición (PITP–PSOE) sin alcaldía rotatoria. No gobierna el PSOE pero forma parte del gobierno municipal al ocupar varias concejalías y la portavocía. Es alcalde Antonio León, de PITP.

## Ámbito regional
El Partido Socialista es el principal partido de izquierdas. Lleva en la oposición desde 1995, a pesar de que ganó las elecciones a la asamblea Regional de Murcia de 2019. Aunque ganó las últimas elecciones, no logró gobernar debido a que la izquierda no sumó y que Ciudadanos pactó con el Partido Popular de la Región de Murcia. Su situación ha mejorado ligeramente respecto a otros años.
| Elecciones | Candidato                     | Votos        | % de votos | Escaños | +/- | Posición              |
| ---------- | ----------------------------- | ------------ | ---------- | ------- | --- | --------------------- |
| 1983       | Andrés Hernández Ros          | 238 968 (#1) | 52,23 %    | 26/43   |     | Gobierno (en mayoría) |
| 1987       | Carlos Collado                | 221 377 (#1) | 43,71 %    | 25/45   | 1   | Gobierno (en mayoría) |
| 1991       | Carlos Collado                | 234 421 (#1) | 45,27 %    | 24/45   | 1   | Gobierno (en mayoría) |
| 1995       | María Antonia Martínez García | 200 133 (#2) | 31,74 %    | 15/45   | 9   | Oposición             |
| 1999       | Ramón Ortiz                   | 218 376 (#2) | 35,82 %    | 18/45   | 3   | Oposición             |
| 2003       | Ramón Ortiz                   | 221 392 (#2) | 34,11 %    | 16/45   | 2   | Oposición             |
| 2007       | Pedro Saura García            | 207 998 (#2) | 32,00 %    | 15/45   | 1   | Oposición             |
| 2011       | Begoña García Retegui         | 155 157 (#2) | 23,86 %    | 11/45   | 4   | Oposición             |
| 2015       | Rafael González Tovar         | 153 231 (#2) | 23,95 %    | 13/45   | 2   | Oposición             |
| 2019       | Diego Conesa                  | 212 600 (#1) | 32,47 %    | 17/45   | 4   | Oposición             |
| 2023       | José Vélez                    | 175 505 (#2) | 25,63 %    | 13/45   | 4   | Oposición             |

## Ámbito nacional
| Comicios | C/S | Cabeza de lista                                             | Votos                                                                      | Votos                   | %                    | Escaños en Murcia | Posición   |
| --- | --- | ----------------------------------------------------------- | -------------------------------------------------------------------------- | ----------------------- | -------------------- | ----------------- | ---------- |
| 2023 | C   | Francisco Lucas Ayala                                       | 189 210                                                                    | 189 210                 | 25,30%               | 3/10              | 2º         |
| 2023 | S   |                                                             |                                                                            |                         |                      |                   |            |
| Nov 2019 | C   | Pedro Saura García                                          | 176 426                                                                    | 176 426                 | 24,76%               | 3/10              | 3º         |
| Nov 2019 | S   | Joaquín López Pagán                                         | 528 539                                                                    | 528 539                 | 25,05%               | 0/4               | 5º, 6º, 7º |
| Nov 2019 | S   | Joaquín López Pagán                                         | Joaquín López Pagán Susana Hernández Ruiz Emilio Martínez Martínez         | 182 347 177 939 168 253 | 25,90% 25,29% 23,95% | 0/4               | 5º, 6º, 7º |
| |     |                                                             |                                                                            |                         |                      |                   |            |
| Abr 2019 | C   | Pedro Saura García                                          | 190 540                                                                    | 190 540                 | 24,77%               | 3/10              | 1º         |
| Abr 2019 | S   | Joaquín López Pagán                                         | 554 690                                                                    | 554 690                 | 24,33%               | 2/4               | 2º, 3º, 6º |
| Abr 2019 | S   | Joaquín López Pagán                                         | Joaquín López Pagán Susana Hernández Ruiz Emilio Martínez Martínez         | 192 296 186 757 175 637 | 25,30% 24,58% 23,11% | 2/4               | 2º, 3º, 6º |
| |     |                                                             |                                                                            |                         |                      |                   |            |
| 2016 | C   | María González Veracruz                                     | 144 937                                                                    | 144 937                 | 20,31%               | 2/10              | 2º         |
| 2016 | S   | Juan Luis Soto Burillo                                      | 508 988                                                                    | 508 988                 | 24,33%               | 1/4               | 4º, 5º, 6º |
| 2016 | S   | Juan Luis Soto Burillo                                      | Juan Luis Soto Burillo Mireia Pilar Ruiz Manresa José Miguel Muñoz Andreo  | 146 594 186 757 175 637 | 25,30% 24,58% 23,11% | 1/4               | 4º, 5º, 6º |
| |     |                                                             |                                                                            |                         |                      |                   |            |
| 2015 | C   | María González Veracruz                                     | 147 883                                                                    | 147 883                 | 20,32%               | 2/10              | 2º         |
| 2015 | S   | Juan Luis Soto Burillo                                      | 419 791                                                                    | 419 791                 | 19,91%               | 1/4               | 4º, 5º, 6º |
| 2015 | S   | Juan Luis Soto Burillo                                      | Juan Luis Soto Burillo Mireia Pilar Ruiz Manresa José Miguel Muñoz Andreo  | 145 393 140 068 134 330 | 20,69% 19,93% 19,11% | 1/4               | 4º, 5º, 6º |
| |     |                                                             |                                                                            |                         |                      |                   |            |
| 2011 | C   | María González Veracruz                                     | 154 225                                                                    | 154 225                 | 20,99%               | 2/10              | 2º         |
| 2011 | S   | Ramón Ortiz Molina                                          | 456 619                                                                    | 456 619                 | 21,24%               | 1/4               | 4º, 5º, 6º |
| 2011 | S   | Ramón Ortiz Molina                                          | Ramón Ortiz Molina Fernando Romera López Marisol Sánchez Jodar             | 155 403 150 933 150 283 | 21,68% 21,06% 20,97% | 1/4               | 4º, 5º, 6º |
| |     |                                                             |                                                                            |                         |                      |                   |            |
| 2008 | C   | Mariano Fernández Bermejo                                   | 251 822                                                                    | 251 822                 | 32,85%               | 3/10              | 2º         |
| 2008 | S   | Manuel Hurtado García                                       | 711 447                                                                    | 711 447                 | 31,31%               | 1/4               | 4º, 5º, 6º |
| 2008 | S   | Manuel Hurtado García                                       | Manuel Hurtado García Joaquín López Pagán Mª del Mar Rosa Martínez         | 240 936 235 730 234 781 | 31,81% 31,12% 30,99% | 1/4               | 4º, 5º, 6º |
| |     |                                                             |                                                                            |                         |                      |                   |            |
| 2004 | C   | Pedro Saura García                                          | 252 246                                                                    | 252 246                 | 35,00%               | 3/9               | 2º         |
| 2004 | S   | Francisco Abellán Martínez                                  | 716 299                                                                    | 716 299                 | 33,64%               | 1/4               | 4º, 5º, 6º |
| 2004 | S   | Francisco Abellán Martínez                                  | Francisco Abellán Martínez Sebastián García Tomás Mª Isabel de Gea de Maya | 244 637 236 640 235 022 | 34,47% 33,34% 33,11% | 1/4               | 4º, 5º, 6º |
| |     |                                                             |                                                                            |                         |                      |                   |            |
| 2000[./Partido_Socialista_de_la_Región_de_Murcia#cite_note-5 [lower-alpha 4]][./Partido_Socialista_de_la_Región_de_Murcia#cite_note-5 [lower-alpha 4]][./Partido_Socialista_de_la_Región_de_Murcia#cite_note-5 [lower-alpha 4]][./Partido_Socialista_de_la_Región_de_Murcia#cite_note-5 [lower-alpha 4]][lower-alpha 4] | C   | Juan Manuel Eguiagaray Ucelay[lower-alpha 4][lower-alpha 2] | 217 179                                                                    | 217 179                 | 32,38%               | 3/9               | 2º         |
| 2000[./Partido_Socialista_de_la_Región_de_Murcia#cite_note-5 [lower-alpha 4]][./Partido_Socialista_de_la_Región_de_Murcia#cite_note-5 [lower-alpha 4]][./Partido_Socialista_de_la_Región_de_Murcia#cite_note-5 [lower-alpha 4]][./Partido_Socialista_de_la_Región_de_Murcia#cite_note-5 [lower-alpha 4]][lower-alpha 4] | S   | Manuel Hurtado García                                       | 449 237                                                                    | 449 237                 | 34,11%               | 1/4               | 4º, 5º     |
| 2000[./Partido_Socialista_de_la_Región_de_Murcia#cite_note-5 [lower-alpha 4]][./Partido_Socialista_de_la_Región_de_Murcia#cite_note-5 [lower-alpha 4]][./Partido_Socialista_de_la_Región_de_Murcia#cite_note-5 [lower-alpha 4]][./Partido_Socialista_de_la_Región_de_Murcia#cite_note-5 [lower-alpha 4]][lower-alpha 4] | S   | Manuel Hurtado García                                       | Manuel Hurtado García José Manuel Sanes Vargas                             | 228 810 220 427         | 34,74% 33,47%        | 1/4               | 4º, 5º     |
| |     |                                                             |                                                                            |                         |                      |                   |            |
| 1996 | C   | Juan Manuel Eguiagaray Ucelay                               | 266 738                                                                    | 266 738                 | 37,99%               | 3/9               | 2º         |
| 1996 | S   | José Antonio Gallego López                                  | 754 547                                                                    | 754 547                 | 37,71%               | 1/4               | 4º, 5º, 6º |
| 1996 | S   | José Antonio Gallego López                                  | José Antonio Gallego López Cristina Soriano Gil Pedro Saura García         | 256 870 248 863 248 814 | 38,51% 37,31% 37,30% | 1/4               | 4º, 5º, 6º |
| |     |                                                             |                                                                            |                         |                      |                   |            |
| 1993 | C   | Josefa Pardo Ortiz                                          | 253 324                                                                    |                         | 38,59%               | 4/9               | 2º         |
| 1989 | C   | Josefa Pardo Ortiz                                          | 256 107                                                                    |                         | 46,06%               | 5/9               | 1º         |
| 1986 | C   | Javier Moscoso del Prado                                    | 261 922                                                                    |                         | 48,85%               | 5/8               | 1º         |
| 1982 | C   | José Manuel Garrido Guzmán                                  | 270 552                                                                    |                         | 50,76%               | 5/8               | 1º         |
| 1979 | C   | Ciriaco de Vicente Martín                                   | 178 621                                                                    |                         | 39,15%               | 4/8               | 1º         |
| 1977 | C   | Ciriaco de Vicente Martín                                   | 155 871                                                                    |                         | 34,93%               | 4/8               | 2º         |

1. ↑  Porcentaje sobre voto válido.
2. ↑  Peor posición del PSRM-PSOE en elecciones al Congreso de los Diputados.
3. ↑  Peor resultado del PSRM-PSOE en unas elecciones al Senado y primera vez que no consigue representación electa para esta cámara.
4. ↑  Se presentó con la coalición PSOE-Progresistas.

## Comisión Ejecutiva Regional
Actualmente, el máximo órgano de dirección del PSOE de la Región de Murcia es la Comisión Ejecutiva Regional, que se reúne periódicamente en la sede del partido de la Calle Princesa. Desde la renovación en el XVII Congreso, celebrado los días 1 y 2 de marzo de 2025, los miembros de la CER del PSRM-PSOE son:
- Presidente: Salvador Fuentes Zorita
- Secretario General: Francisco Lucas Ayala

- Secretaria de Organización: María Jesús López Moreno
- Portavoz - Isabel Gadea Martínez.
- Secretaría de Igualdad – Elena Casado Navarro.
- Secretaria de Coordinación de Política Institucional, Interparlamentaria y Municipal - Carmina Fernández Sánchez
- Secretaría de Política Municipal - Joaquín Hernández Gomariz.
- Secretaría de Vivienda y Política Europea e internacional - Marcos Ros Sempere
- Secretaría de Política institucional e interparlamentaria– Joaquín Martínez Salmerón.
- Secretaría de Coordinación de Transformación Económica - Inma Sánchez Roca
- Secretaría de Economía y economía social – Víctor Meseguer Sánchez.
- Secretaría de Emprendimiento y autónomos - Agustín Romero Alacid.
- Secretaría de ndustria e innovación - Pedro Manuel Díaz Ruiz
- Secretaria de Coordinación de estrategia electoral - José Luis Marín Sánchez
- Secretaría de Acción Electoral - M.ª Rosa García López
- Secretaría de Ideas y Programas – Virginia Lopo Morales.
- Secretaría de Coordinación de Igualdad, Equidad y Justicia Social –María Soledad Sánchez Jódar.
- Secretaría de Políticas del Estado de Bienestar – Susana Hernández Ruiz.
- Secretaría de Sanidad - José Ángel Ponce Díaz.
- Secretaría LGTBIQ+ - Pencho Soto Suárez.
- Secretaría de Movimientos sociales – Juana Navarro Guillermo.
- Secretaría de Lucha contra la pobreza e infancia – Verónica Martínez Marín
- Secretaría de Coordinación de ciudadanía y derechos sociales – Juan Andrés Torres Escarabajal.
- Secretaría de Educación - Antonio José Candel García
- Secretaría de lucha contra la despoblación – Teresa García Sánchez
- Secretaría de Cultura – Esther Carricondo Gimenez
- Secretaría de Deportes – Ángel Jiménez Rojo.
- Secretaria de Memoria democrática - José Joaquín Meseguer Sandoval.
- Secretaria de Ciencia, innovación y universidades – Ainhoa Sánchez Tabares.
- Secretaría de comunicación y formación - Miguel Ángel Ortega Pérez.
- Secretaría de economía circular, sostenibilidad y medio ambiente – Carmen Fructuoso Carmona.
- Secretaría de empleo – Encarna del Baño Díaz
- Secretaría de agricultura y agua – Fernando Moreno García
- Secretaría de comercio y consumo – Cristóbal Ruiz Mora.
- Secretaría de turismo - Jesús García Vivancos.
- Secretaria de transportes y movilidad - Juan Carlos Contreras Martínez.
- Secretaría de trasparencia, regeneración democrática - Mª Cruz López Hernández.
- Secretaría de reforma constitucional y nuevos derechos – David Sánchez Béjar.
- Secretaría de justicia – José Ángel Díaz Fernández
- Secretaría de dinamización de agrupaciones - Conchi Zapata Carrillo.
- Secretaría de infraestructuras – Fernando José González Ortín
- Secretaría de recuperación del Mar Menor - M.ª José Benzal Martínez.
- Secretario Adjunto de educación - Francisco Javier Cascales Leal.
- Secretaría Adjunta de economía circular, sostenibilidad y medioambiente - María Jesús Ferez Rubio.
- Secretaría Adjunta a Dinamización de Agrupaciones - Juana Guardiola Verdú.
- Secretaria Adjunta de Política social - M.ª Isabel Carrillo Vivancos.
- Secretaría Adjunta a Economía - José Pérez Giménez.
- Secretaría Adjunta de transportes y movilidad – Julián García Cava
- Secretaria Adjunta de Comunicación y formación - Cristóbal Ruiz Cutillas

## Primarias para elegir candidatos
Cumpliendo con los mandatos del Comité Federal del PSOE, la federación socialista murciana elige a su Secretario/a General y su candidato a las elecciones autonómicas mediante el proceso de "primarias internas", ya que sólo pueden votar al candidato aquellas personas que sean militantes del PSRM o de las JSRM. Esta decisión la tomaron los propios militantes socialistas en una consulta realizada en octubre de 2013, en la que todas las agrupaciones locales participaron en un proceso de consulta novedoso en todo el ámbito político regional. En esta consulta, el 51% de los militantes optó por unas primarias cerradas y el 48% por las primarias abiertas, el 1% votó en blanco. 
En el 2017, tras la renuncia de Rafael González Tovar a presentarse nuevamente a las primarias para revalidar su puesto de Secretario General, presentaron su candidatura tres personas: Diego Conesa, alcalde de Alhama de Murcia; María González Veracruz, diputada en el Congreso de los Diputados por Murcia y Francisco Lucas, alcalde pedáneo de El Raal. 
El 24 de septiembre tuvo lugar la primera vuelta de las primarias con los siguientes resultados:
- Diego Conesa Alcaraz: 1977 votos (43,70%)
- María González Veracruz: 1964 votos (43,41%)
- Francisco Lucas Ayala: 544 votos (12,02%)

Al no alcanzar ningún candidato más del 50% de los votos emitidos, se realizó una segunda vuelta de las primarias, con los dos candidatos más votados, el día 30 de septiembre, resultando ganador Diego Conesa Alcaraz y siendo elegido como Secretario General del PSRM, con los siguientes resultados:
- Diego Conesa Alcaraz: 2485 votos (51,89%)
- María González Veracruz: 2265 votos (47,30%)

En el XV Congreso Regional del PSRM (20-22 octubre), Diego Conesa fue ratificado oficialmente como Secretario General del PSRM, así como su Ejecutiva, con el 74,54% de los votos.
En el 2021, tras la renuncia de Diego Conesa Alcaraz a presentarse nuevamente a la Secretaría General del PSRM, presentaron su candidatura a unas primarias dos militantes: José Vélez Fernández, Delegado del Gobierno de España en la Región de Murcia y Lourdes Retuerto, senadora. 
La elección tuvo lugar el día 21 de noviembre y el resultado de las primarias fueron los siguientes:
- José Vélez Fernández: 2967 votos (81,76%)
- Lourdes Retuerto: 567 votos (15,62%)

En el XVI Congreso Regional del PSRM (4-5 diciembre), José Vélez se ratificaba oficialmente como Secretario General, así como su Ejecutiva, con el apoyo masivo de los delegados.
En 2025 se celebraron las primarias para el liderazgo del partido a las que concurrieron dos militantes, Diego Conesa, antiguo Secretario General de la federación, y Francisco Lucas, diputado en el Congreso. 
- Francisco Lucas: 2172 votos (55%)
- Diego Conesa: 1827 votos (45%)

En el XVII Congreso Regional del PSRM (1-2 de marzo), Francisco Lucas fue proclamado oficialmente Secretario General y elegía su Ejecutiva para los próximos años.